# 니시야 후토시
니시야 후토시(西屋太志, 1981년 또는 1982년 - 2019년 7월 18일)는 일본의 애니메이터이자 캐릭터 디자이너다. 결혼하였고 슬하에 자식도 두었다.

## 생애
히로시마현립 미쓰기고등학교를 졸업한 후 오사카부의 전문학교에서 배운 후, 2001년에 교토 애니메이션에 입사했다. 2003년 「이누야샤」에서 처음 원화를 맡았다. 그 후 2006년 「스즈미야 하루히의 우울」의 제10화 「스즈미야 하루히의 우울 IV」에서 처음 작화 감독을 맡았다.
2011년 텔레비전 시리즈에서는 처음으로 『일상』의 캐릭터 디자인을 담당했다. 2012년에는 요네자와 호노부의 추리소설을 원작으로 하는 '빙과'에서 캐릭터 원안·디자인을 맡았다.
2019년 7월 18일에 교토 애니메이션 방화 사건이 발생하고 얼마 지나지 않아 생사불명으로 보도되었다. 이후 7월 27일에 주고쿠 신문에 의해 부고가 전해졌고, 8월 2일에 교토부 경찰에 의해 정식으로 사망이 공표되었다. 시신은 옥상 계단에서 발견되었다. 사망 당시 나이는 만 37세였다.

## 참가작

### TV 애니메이션
- 이누야샤(2003년 - 2004년) - 원화, 영상
- 풀 메탈 패닉? 후모후(2003년) - 원화(8화)
- AIR (2005년) - 원화(OP, 1화, 7화, 10화, 특별편)
- 풀 메탈 패닉! The Second Raid(2005년) - 원화(1화, 8화, 12화, 13화)
- 스즈미야 하루히의 우울(2006년) - 작화 감독(7화, 10화), 원화(OP, 2화, 7화, 10화, 12화)
- 카논(2006년 - 2007년) - 작화 감독(2화, 8화, 14화, 20화), 원화(OP, ED, 14화, 24화)
- 러키☆스타(2007년) - 작화 감독(2화, 8화, 15화, 22화), 원화(2화, 8화, 16화, 22화, 24화)
- 클라나드(2007년 - 2008년) - 작화 감독(4화, 10화, 16화, 22화), 원화(OP, 4화, 10화, 16화, 18화, 22화)
- CLANNAD AFTER STORY(2008년 - 2009년) - 작화 감독(5화, 9화, 14화, 20화), 원화(OP, 9화, 14화, 20화)
- 케이온!(2009년) - 작화 감독(2화), 원화(2화)
- 스즈미야 하루히의 우울(2009년판)(2009년) - 총 작화 감독, 작화 감독(OP, ED, 8화, 13화), 작화 감독 보좌(24화), 원화(ED)
- 케이온!!(2010년) - 작화 감독(4화, 10화, 22화), 원화(OP1, OP2, 4화, 10화, 16화, 22화)
- 일상(2011년) - 캐릭터 디자인[10], 총 작화 감독, 작화 감독(OP1, OP2, ED1, ED2, 1화, 26화)
- 빙과(2012년) - 캐릭터 원안·디자인[11], 총 작화 감독, 작화 감독(OP1, OP2, ED1, ED2, 1화, 22화)
- 중2병이라도 사랑이 하고 싶어!(2012년) - 작화 감독(8화)
- 타마코 마켓(2013년) - 작화 감독(2화), 원화(1화)
- Free!(2013년) - 캐릭터 디자인[12][13], 총 작화 감독, 작화 감독(OP, ED, 1화, 12화), 원화(12화)
- 경계의 저편(2013년) - 작화 감독 보좌(9화)
- 중2병이라도 사랑이 하고 싶어! 연(2014년) - 작화 감독(1화, 5화, 11화), 원화(11화)
- Free! Eternal Summer(2014년) - 캐릭터 디자인, 총 작화 감독, 작화 감독(OP, ED, 1화, 13화)
- 아마기 브릴리언트 파크(2014년) - 작화 감독(10화), 작화 감독 보좌(6화, 12화)
- 울려라! 유포니엄(2015년) - 작화 감독(7화, 14화), 원화(7화)
- 울려라! 유포니엄 2(2016년) 작화 감독(OP, ED, 7화, 13화)
- 코바야시네 메이드래곤(2017년) - 작화 감독(8화)
- Free! -Dive to the Future-(2018년) - 캐릭터 디자인, 총작화 감독
- 츠루네 -카제마이고교 궁도부-(2018년 - 2019년) - 작화 감독(9화)

### 극장판 애니메이션
- 스즈미야 하루히의 소실(2010년) - 총작화 감독[14]
- 영화 케이온!(2011년) - 작화 감독 보좌, 원화
- 극장판 경계의 저편 -I'LL BE HERE- 미래편(2015년) - 총작화 감독
- 영화 하이☆스피드! -Free! Starting Days-(2015년) 캐릭터 디자인[15], 총작화 감독
- 극장판 울려라! 유포니엄(2016년) - 작화 감독, 원화
- 영화 목소리의 형태(2016년) - 캐릭터 디자인,[16] 총작화 감독
- 리즈와 파랑새(2018년) - 캐릭터 디자인, 총작화 감독, 작화 감독
- 극장판 울려라! 유포니엄: 맹세의 피날레(2019년) - 캐릭터 디자인, 총작화 감독
- Free! Final Stroke(2021-2022년) - 캐릭터 디자인

### 웹 애니메이션
- 스즈미야 하루히 짱의 우울(2009년) - 캐릭터 디자인[17] - "스즈미야 하루히의 우울"의 초단편 애니메이션.
- 뇨롱 츄루야씨(2009년) - 캐릭터 디자인[18]
- 경계의 저편: 아이돌 재판! 오늘의 카나타 아이돌 재판! ~헤매면서도 널 재판하는 백성~ (2013년) 작화 감독(1화, 2화, 3화) - "경계의 저편"의 3편짜리 초단편 애니메이션.

### OVA
- MUNTO 시간의 벽을 넘어(2005년) - 원화
- 러키☆스타 OVA(2008년) - 작화 감독
- 일상 0화(2011년) - 캐릭터 디자인, 작화 감독

### 라이트 노벨
- 하이 ☆ 스피드!(일러스트, 원작 : 오오지 코지, KA에스마 문고) - 『Free!』의 원안에 해당한다.

### 기타
- 교토 애니메이션 CM 「수영편」[19]

## 일화
- 히로시마 도요 카프의 열렬한 팬으로, 교토 애니메이션의 스탭 블로그에서도 종종 언급되었다.[20]
- 온화한 성격으로, 선후배를 불문하고 존경받았다. 다른 사원은 잘 칭찬하는 반면, "나는 아직 멀었다"라고 말하는 것이 입버릇이었다.[21]
- 「스즈미야 하루히의 우울」의 제12화 「라이브 얼라이브」에서, 스즈미야 하루히가 노래하고 있는 장면의 원화를 모두 담당했다. 야마모토 히로시는 "그는 정말로 능숙했다"라고 칭찬했다.[22]
- 「목소리의 형태」의 제작 중 감독이었던 야마다 나오코와 함께 수화 서클에 다니면서 수화를 배웠다.[23]